# Una vida para amarte (telenovela argentina)
Una vida para amarte fue una telenovela argentina producida por Jacinto Pérez Heredia para Canal 13 emitida en el año 1970.
Fue protagonizada por Gabriela Gili, Sebastián Vilar y Soledad Silveyra. Contó con las actuaciones estelares de Luisina Brando, Perla Santalla y la primera actriz Eva Franco.

## Guion
La telenovela fue escrita por Alma Bressan, conocida por crear historias como Los que no esperan (1966), Una luz en la ciudad (1971), Esta mujer es mía (1971), Tiempo de vivir (1976), Mi hermano Javier (1977), Señorita Andrea (1980), Dos vidas y un destino (1984) y entre otras.

## Elenco
- Gabriela Gili - Jazmín Pereyra
- Soledad Silveyra - Eugenia Durán
- Sebastián Vilar - Leonardo Ponce
- Eva Franco - Enriqueta
- Ana Morzoa - Rosario
- Perla Santalla - Mercedes
- Luisina Brando - Nina Fernández
- Luis María Baggiani - José María
- Golde Flami - Gabriela Pereyra
- Nélida Romero - Josefina
- Osvaldo Cattone - Luciano
- Herminia Franco - Pilar
- Deborah Kors - Federica
- Alberto Piazza - Carlos
- María Esther Leguizamón - Remedios
- Roberto Vilas - Gustavo
- Ricardo Bouzas - Ramiro
- Dora Perrone - Alicia
- Roberto Fiore - Aníbal Solano
- Juan Carlos Alarcón - Cruz
- Joaquín Piñón - Comisario
- EQUIPO TÉCNICO:
- Libro: Alma Bressan
- Vestuario: Guillermo Blanco
- Escenografía: Seijas
- Iluminación: Francisco Palau
- Producción: Jacinto Pérez Heredia
- Dirección: Roberto Denís

## Versiones
En 1971, se realizó una versión colombiana de esta telenovela titulada  con el mismo nombre, Quien fue protagonizada por Alcira Rodríguez, Ademar García y Dora Cadavid.